# Картина с тремя пятнами, № 196
«Картина с тремя пятнами, № 196» — картина русского художника Василия Кандинского, написанная в 1914 году. Находится в Музее Тиссена-Борнемисы в Мадриде.

## Описание
С начала 1910-х годов Кандинский освободился от традиции изображать мир в его воспринимаемом обличье и перешёл к созданию чисто абстрактных полотен (к которым относится и «Картина с тремя пятнами, № 196»), принёсших ему известность первооткрывателя беспредметного искусства. Эти работы отражают желание Кандинского создать живописный аналог музыки с помощью стиля, способного вызвать эмоциональное ощущение и превратиться, в полном отстранении от внешней реальности, в средство выражения внутренней силы художника.
В этом полотне с тремя большими овальными пятнами в центре композиции, окруженными изгибающимися формами и яркими цветовыми зонами, Кандинский акцентирует внимание на символике числа три и переносит зрителя в свой личный мир духовных, мистических устремлений.